# Otospermophilus atricapillus
Otospermophilus atricapillus es una especie de roedor de la familia Sciuridae.

## Distribución geográfica
Es  endémica de la Baja California (México).